# マツダ・清
マツダ・清（きよら・KIYORA）は、マツダが製作したコンセプトカーである。

## 概要
2008年のパリモーターショーで発表された。日本とアメリカ、ヨーロッパのデザイナーの合作であり、NAGAREシリーズも意識した仕上がりとなっている。都市部の若年層をターゲットとしたコンパクトカーで、それまでのコンセプトカーに見られた流れるような曲線が今回も多用されている。ヘッドライトはビアンテのような細く釣りあがった形状で、ウインカーやポジションランプ、ブレーキランプは車体の曲線に組み込まれたような細い線で表されている。ドアはAピラーの根元で跳ね上がるガルウイングタイプになっている。
2代目アクセラのようなアイドリングストップシステムとMZR系1.3L直噴エンジンが組み合わせられ、また6MTベースの6AT（所謂機械式もしくはデュアルクラッチ式）の採用により二酸化炭素排出量が90g/kmを実現させる。

## 参照
1. ↑  https://response.jp/article/2008/10/02/114451.html
2. ↑  https://www.webcg.net/articles/-/6612
3. ↑  https://response.jp/article/2009/10/21/131158.html